# 新喀里多尼亞紅娘魚
新喀里多尼亞紅娘魚，為輻鰭魚綱鮋形目牛尾魚亞目角魚科的其中一種，分布於西太平洋的新喀里多尼亞海域，棲息深度250-340公尺，體長可達12.8公分，為深海底棲性魚類，屬肉食性。

## 擴展閱讀
維基物種上的相關：新喀里多尼亞紅娘魚